# 聂福如
聂福如（1966年9月—），男，汉族，江西新干人，中华人民共和国政治人物。现任中华人民共和国国家安全部政治部主任。第十四届全国政协委员。